# Pontsko more
Pontsko more (ruski: Понтическое море) je drevno slatkovodno more-jezero koje je postojalo na mjestu današnjega Crnog mora i Kaspijskoga jezera. Pontsko more postojalo je u pliocenu prije 8 – 1 milijuna godina. Ostatak je Paratetisa. Nastalo je kao posljedica zatvaranja Sarmatskoga mora. Pontsko more se na kraju svojega postojanja podijelilo na Crno more (Čaudinsko jezero) i Kaspijsko jezero. Pontsko more sadržavalo je slatkovodnu faunu i mekušce rodova Lymnaeidae, Paludlna i Melanopsidae.